# Sao dãy chính loại O
| Loại quang phổ | Khối lượng (M☉) | Bán kính (R☉) | Độ sáng (L☉) | Nhiệt độ hiệu dụng (K) | Chỉ mục màu (B − V) |
| -------------- | --------------- | ------------- | ------------ | ---------------------- | ------------------- |
| O3V            | 120,00          | 15,00         | 1.400.000    | 44.900                 | −0,330              |
| O4V            | 85,31           | 13,43         | 1.073.019    | 42.900                 | −0,326              |
| O5V            | 60,00           | 12,00         | 790.000      | 41.400                 | −0,323              |
| O6V            | 43,71           | 10,71         | 540.422      | 39.500                 | −0,321              |
| O7V            | 30,85           | 9,52          | 317.322      | 37.100                 | −0,318              |
| O8V            | 23,00           | 8,50          | 170.000      | 35.100                 | −0,315              |
| O9V            | 19,63           | 7,51          | 92.762       | 33.300                 | −0,312              |

Một sao dãy chính loại O (O V) là một ngôi sao dãy chính (đốt hydro lõi) với loại quang phổ O và lớp độ sáng V. Các sao này có khối lượng từ 15 đến 90 lần khối lượng của Mặt Trời và nhiệt độ bề mặt giữa 30.000 và 50.000 K. Chúng có độ sáng gấp 40.000 đến 1.000.000 lần so với Mặt Trời.

## Thuộc tính

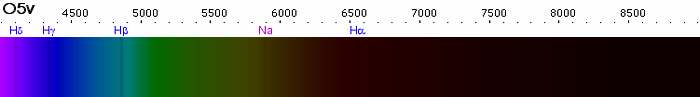
Quang phổ của một sao O5V

Các sao này là những đối tượng hiếm; ước tính không có nhiều hơn 20 nghìn sao loại O trong toàn bộ Ngân Hà, hay khoảng 1 trong số 10.000.000 sao. Các sao dãy chính loại O có khối lượng từ 15 đến 90 M☉ và có nhiệt độ bề mặt từ 30.000 đến 50.000 K. Độ sáng đo được của chúng nằm giữa 30.000 tới 1.000.000 L☉. Bán kính của chúng ở cỡ trung bình hơn khoảng 10 R☉. Trọng trường bề mặt khoảng 10.000 lần so với Trái Đất, tương đối thấp với một sao dãy chính.  Cấp sao tuyệt đối quan sát nằm trong khoảng −4 tới −5,8, hay sáng hơn Mặt Trời 3.400 tới 18.000 lần.
Các sao loại O rất trẻ, với số tuổi không vài triệu năm, và trong thiên hà của chúng ta, đều có độ kim loại cao (quần thể I) khoảng gấp đôi so với Mặt Trời. Các sao dãy chính loại O trong Đám mây Magellan Lớn, với độ kim loại thấp hơn, có nhiệt độ cao hơn đáng kể, với nguyên nhân rõ ràng nhất là do tốc độ mất khối lượng thấp hơn.  Các sao sáng nhất của loại O có tốc độ mất khối lượng nhiều hơn một phần triệu M☉ mỗi lần, trong khi các sao kém sáng nhất mất ít hơn nhiều. Gió sao của chúng có vận tốc cuối khoảng 2.000 km/s.

## Các sao dãy chính loại O nổi bật

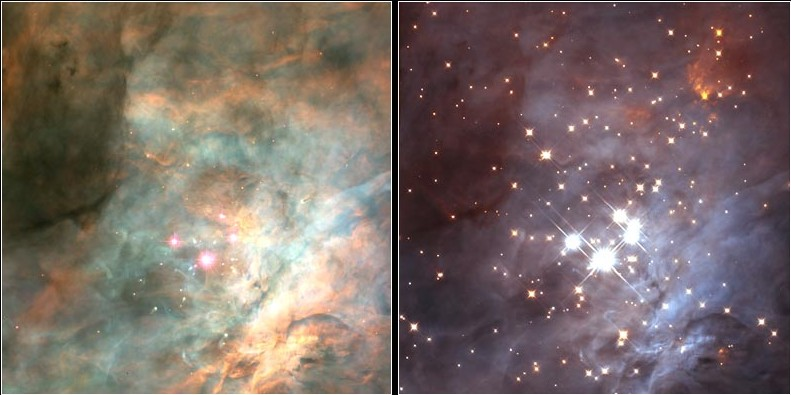
Sao sáng nhất trong cụm sao Hình Thang là ngôi sao θ1 Orionis C loại O7V. Ba ngôi sao kia là các sao dãy chính loại B0.5 và B1.

- θ Muscae là một ngôi sao Wolf-Rayet có thể quan sát được bằng mắt thường, nhưng phần lớn ánh sáng khả kiến được sản xuất bởi một ngôi sao đồng hành dãy chính loại O-class và một sao siêu khổng lồ loại OB.
- 9 Sagittarii là một hệ sao đôi quang phổ gồm các sao dãy chính loại O3.5 và O5–5.5, cấu tạo nên sao sáng nhất quan sát được trong Tinh vân Lagoon.
- μ Columbae là một ngôi sao dãy chính loại O9.5 quan sát được bằng mắt thường.
- θ1 Orionis C là sao sáng nhất trong cụm sao Hình Thang trong tinh vân Lạp Hộ, một ngôi sao dãy chính loại O7 với một sao đồng hành quang phổ mờ nhạt hơn.
- ζ Ophiuchi là một sao dãy chính loại O9.5, sáng nhất trên bầu trời thuộc loại này với cấp sao biểu kiến 3.